# 归城水库
归城水库是中国陕西省榆林市靖边县境内的一座水库，位于芦河上，建于1960年。水库正常库容为6100万立方米，集雨面积为171平方千米，海拔为1349.1米。